# Медісон (округ, Алабама)
Шаблон:StateAbbr_ 34°45′57″ пн. ш. 86°33′28″ зх. д. / 34.765833333333° пн. ш. 86.557777777778° зх. д.
Медісон (англ. Madison County) — округ (графство) у штаті Алабама США. Ідентифікатор округу 01089.

## Розташування
Округ Медісон розташований в самому серці долини Теннессі. На півночі межує зі штатом Теннессі. Знаходиться приблизно в 100 милях на південь від Нешвілла. На захід і схід, округ на рівній відстані від Міссісіпі і Джорджії. Площа округу становить 806 квадратних миль.

## Історія
Округ утворений 1808 року.

## Демографія
Округ Медісон є третім з найбільш густонаселених округів штату Алабама, доходом на душу населення поступається тільки округу Шелбі.
За даними перепису 2000 року
загальне населення округу становило 276700 осіб, зокрема міського населення було 213932, а сільського — 62768.
Серед мешканців округу чоловіків було 135019, а жінок — 141681. В окрузі було 109955 господарств, 75342 родин, які мешкали в 120288 будинках.
Середній розмір родини становив 3.
Віковий розподіл населення поданий у таблиці:
| Стать    | До 15 років | 15-21 | 22-29 | 30-39 | 40-49 | 50-65 | 65-85 | Понад 85 |
| -------- | ----------- | ----- | ----- | ----- | ----- | ----- | ----- | -------- |
| Чоловіки | 30419       | 13754 | 13824 | 22061 | 21702 | 20607 | 11919 | 733      |
| Жінки    | 28873       | 13567 | 14386 | 23156 | 21974 | 22362 | 15385 | 1978     |

## Суміжні округи
- Лінкольн, Теннессі — північ
- Франклін, Теннессі — північний схід
- Джексон — схід
- Маршалл — південний схід
- Морган — південний захід
- Лаймстоун — захід

## Виноски
1. ↑  U.S. Decennial Census. United States Census Bureau. Архів оригіналу за 19 липня 2018. Процитовано 22 серпня 2015.
2. ↑  Historical Census Browser. University of Virginia Library. Архів оригіналу за 11 серпня 2012. Процитовано 22 серпня 2015.
3. ↑  Forstall, Richard L., ред. (24 березня 1995). Population of Counties by Decennial Census: 1900 to 1990. United States Census Bureau. Архів оригіналу за 24 вересня 2015. Процитовано 22 серпня 2015.
4. ↑  Census 2000 PHC-T-4. Ranking Tables for Counties: 1990 and 2000 (PDF). United States Census Bureau. 2 квітня 2001. Архів оригіналу (PDF) за 18 грудня 2014. Процитовано 22 серпня 2015.
5. ↑  State & County QuickFacts. United States Census Bureau. Архів оригіналу за 6 червня 2011. Процитовано 16 травня 2014.(англ.) Наведено за англійською вікіпедією.
6. ↑  American FactFinder. Бюро перепису населення США. Архів оригіналу за 26 лютого 2012. Процитовано 31 січня 2008.